# 1ª Brigata motorizzata "Moldova"
La 1ª Brigata motorizzata "Moldova" (in romeno Brigada 1 Infanterie Motorizată „Moldova”) è un'unità di fanteria motorizzata delle forze terrestri della Moldavia di stanza a Bălți.

## Storia
L'unità è stata creata il 10 aprile 1992 con decreto del Presidente della Repubblica di Moldavia. È stata formata dalle unità dell'esercito sovietico di Bălți e Florești, quando due battaglioni passarono alla giurisdizione moldava. La brigata ha partecipato al conflitto in Transnistria nel 1992, diventando tra le prime unità impegnate in combattimento. Circa 400 soldati della brigata hanno partecipato alla guerra per l'integrità del paese.
Il nome "Moldova" è stato concesso nell'agosto 1993 secondo decreto del ministro della difesa Pavel Creangă. L'11 agosto, con un decreto presidenziale, all'unità fu consegnata la bandiera di battaglia.
Nel maggio 2016, le tre brigate di fanteria, insieme al Battaglione genio "Codru" e al 22° Battaglione di pace, hanno preso parte all'esercitazione militare "Dragoon Pioneer" con oltre 150 soldati del 2º reggimento di cavalleria dell'USAREUR.

## Organizzazione
Comandante attuale: Colonnello Ion Ojog.